# Jesuela Moro
Jesuela Moro Petroski (São José dos Pinhais, 30 de outubro de 2004) é uma atriz brasileira. Em 2011, ficou conhecida nacionalmente por seu trabalho na novela A Vida da Gente da Rede Globo, interpretando a personagem Júlia, filha dos protagonistas vividos por Fernanda Vasconcellos e Rafael Cardoso, e criada pela personagem de Marjorie Estiano.

## Biografia
Nascida na cidade de São José dos Pinhais, no Paraná. Ela é filha de Jesuele Moro e Sérgio Luis Petroski. Tendo ainda dois irmãos: Otávio e Eike.

## Carreira de atriz
Estreou em 2011 na televisão na novela A Vida da Gente da Rede Globo, interpretando a personagem Júlia, onde contracenava com atores como Fernanda Vasconcellos, Marjorie Estiano, Rafael Cardoso, Ana Beatriz Nogueira e Nicette Bruno.
Entre 2012 a 2013, Jesuela entrou para o elenco da novela Guerra dos Sexos, também da Rede Globo. Na trama ela interpreta a pequena Ciça, a filha dos personagens Manuela (Guilhermina Guinle) e Fábio (Paulo Rocha), um casal que vivia em pé de guerra.

### Afastamento da televisão e possível retorno
Recentemente, logo após o seu "afastamento" da carreira de atriz na televisão e o seu retorno para o Paraná com a família,  Jesuela mantém uma página oficial no instagram. Até março de 2021, a sua página oficial no instagram, mantinha 6 mil seguidores.
Em julho de 2020, afirmou que estava em dúvidas sobre cursar medicina ou focar em uma carreira de atriz profissional.
Em fevereiro de 2021, afirmou em entrevista após o anúncio da reexibição da trama A Vida da Gente pela Rede Globo devido a Pandemia de COVID-19, que tem repensado os planos de cursar medicina, afirmando que tem desejo de focar nos cursos de teatro e projetos, e mais para frente gostaria de fazer faculdade de artes cênicas. Em 2021, Jesuela revelou estar cursando o terceiro e último ano do ensino médio em uma escola da sua cidade natal São José dos Pinhais, localizada no Paraná.

## Filmografia

### Televisão
| Ano  | Título           | Papel                                    | Nota(s)     |
| ---- | ---------------- | ---------------------------------------- | ----------- |
| 2011 | A Vida da Gente  | Júlia Fonseca Macedo                     | [ 4 ]       |
| 2012 | Guerra dos Sexos | Maria Cecília Vasconcellos Marino (Ciça) | [ 5 ] [ 1 ] |

## Prêmios e indicações
| Ano  | Prêmio                    | Categoria                  | Trabalho indicado        | Resultado | Ref         |
| ---- | ------------------------- | -------------------------- | ------------------------ | --------- | ----------- |
| 2012 | Melhores do Ano           | Melhor Ator ou Atriz Mirim | Júlia em A Vida da Gente | Vencedora | [ 6 ]       |
| 2012 | Prêmio Contigo! de TV     | Melhor Atriz Infantil      | Júlia em A Vida da Gente | Vencedora | [ 7 ] [ 8 ] |
| 2012 | Prêmio Extra de Televisão | Revelação Infantil         | Júlia em A Vida da Gente | Indicada  | [ 9 ]       |
| 2012 | Prêmio Noveleiros         | Melhor Ator Mirim          | Júlia em A Vida da Gente | Indicada  | [ 10 ]      |
| 2013 | Prêmio Contigo! de TV     | Melhor Atriz Infantil      | Ciça em Guerra dos Sexos | Indicada  | [ 11 ]      |